# Strike a Pose
Strike a Pose es un documental belga-neerlandés que se estrenó en la sección Panorama del Festival Internacional de Cine de Berlín en 2016. Dirigido por Ester Gould y Reijer Zwaan, el filme muestra a los bailarines de Madonna de su gira Blond Ambition World Tour en 1990.

## Historia
En 1990, Madonna se embarcó en la gira Blond Ambition World Tour. En este evento, la artista creó varias polémicas pero también disfrutó de un éxito sin precedentes. Los siete bailarines de la gira, Kevin Stea, Carlon Wilborn, Luis Xtravaganza Camacho, José Gutiérrez Xtravaganza, Salim Gauwloos, Oliver S Crumes III y Gabriel Trupin, también se convirtieron en íconos gracias a la participación especial del documental En la cama con Madonna, que acabó siendo una pieza de culto entre el público homosexual.
Tras obtener la fama, estos bailarines expandieron sus carreras en el mundo del entretenimiento, algunos llegando a ser cantantes. También se convirtieron en un ejemplo a seguir para miles de personas en todo el mundo al demostrar abiertamente su sexualidad.
Los directores Ester y Reijer, mientras eran pequeños en la época en que el documental En la cama con Madonna se proyectó, quedaron sorprendidos por la naturaleza trasgresora del filme. Según ellos, esto les motivó a reunir de nuevo a los bailarines para conocer la visión de aquella época y la vida personal después de haber trabajado con Madonna. Reijer Zwaan comentó:

...La vi decenas de veces en VHS con mi hermana (En la cama con Madonna). Para mí estos chicos eran algo más grande que la vida: estaban girando con Madonna y eran parte de todo aquel show. Cuando conocí a Ester Gould, que también era una gran fanática del filme, nos preguntamos dónde estarían esos siete bailarines que nos habían cambiado la vida como a mucha otra gente. Y ahí nació la idea de esta película. Empezamos a buscar en Internet y también había un montón de personas preguntándose lo mismo. La gente decía: «Gracias a ellos salí del armario» o «Gracias a ellos pude liberarme».

## Trama
La historia del documental se centra en los bailarines de Madonna del Blond Ambition World Tour tras 25 años de la gira. Después de este evento, muchos se dedicaron a la actuación en cine y televisión, además de seguir en la danza. Sin embargo, los directores se centraron en la historia del filme, sobre el olvido de la cantante por los bailarines y también el vertiginoso éxito de ellos.
El filme también relata los problemas personales de estos bailarines, como el sida, consumo de drogas y la falta de viviendas. De los siete bailarines, solo aparecieron seis: Kevin Stea, Carlton Wilborn, Luis Xtravaganza Camacho, José Gutiérrez Xtravaganza, Salim Gauwloos y Oliver S Crumes III. Gabriel Trupin, el bailarín número siete, murió por complicaciones del sida en 1995. Su madre, Sue Trupin, aparece en la película representándolo.

## Producción y publicación
El documental fue parcialmente financiado por el International Documentary Film Festival y producido por la CTM Docs y The Other Room, además de la colaboración de Serendipity Films y NTR. La producción empezó en 2013 y su rodaje se alargó casi un año.
El filme fue presentado en la edición del 2016 del Festival Internacional de Cine de Berlín, donde recibió el segundo lugar para un documental en la categoría de Panorama. También fue presentado en el Festival de cine Independiente de Bogotá durante el mes de junio.

## Legado
En general, el documental fue bien recibido por el público y la crítica. Al momento de responder preguntas en el Festival de cine Independiente de Bogotá, los bailarines Gauwloos y Xtravaganza dijeron: «En ese momento, con 18 años, no éramos conscientes de cómo estábamos contribuyendo al activismo gay... ahora, en cada estreno, nos damos cuenta, por las historias que nos cuenta el público, de la importancia de aquella gira».
Xtravangaza también explica que el haber trabajado con Madonna fue la manera de entender el negocio. «Aprendí cosas tan básicas como leer un contrato, buscar un representante y mucha disciplina», dijo. Por su parte, Gauwloos mencionó: «Nunca vi a nadie trabajar tan duro como a ella, siempre decía, "la mente por encima de todo [Mind over matter]"». Al final, ambos coincidieron que «estamos aquí por ella y seguimos consiguiendo muchos trabajos porque aún nos reconocen como los bailarines de Madonna».